# ونی (رسم)
وَنی (به اردو: ونی) رسمی در برخی مناطق پاکستان و افغانستان است که در آن دختران —و در بیشترِ موارد، دخترانِ زیرِ سنِّ قانونی— به عنوانِ غرامت و برایِ پایان دادن به اختلافات و منازعات و اغلب به ازایِ خون‌بهایِ قتل، به ازدواجِ خانوادهٔ آسیب دیده در می‌آیند یا به بردگی گرفته می‌شوند. ونی گونه ای ازدواج اجباریِ کودکان است و در پیِ مجازاتِ شورایِ بزرگانِ قبیله (جرگه) تعیین می‌شود. برخی ادعا می‌کنند که گاهی می‌توان با پرداختِ پول از سویِ خانوادهٔ دختر، به نام دیت، می‌توان از ونی اجتناب کرد.